# The Robe
The Robe (El manto sagrado en Hispanoamérica y La túnica sagrada en España) es una película estadounidense épica-histórica de 1953 dirigida por Henry Koster y basada en la novela histórica homónima de Lloyd C. Douglas, publicada en 1942. Está protagonizada por Richard Burton, Jean Simmons y Victor Mature en los papeles principales.
Obtuvo tres candidaturas al Premio Óscar en 1954, incluyendo las de mejor película, mejor actor principal (Richard Burton) y mejor fotografía. Ganó el Globo de Oro 1954 a la mejor película - Drama, y luego fue galardonada con dos Premios Óscar 1954, a la mejor dirección artística y mejor diseño de vestuario.
Poco después se produjo una secuela, Demetrius and the Gladiators, en 1954.

## Argumento
Marcelo Galio (Richard Burton) es un orgulloso tribuno romano en los últimos años del emperador Tiberio. Hijo de un senador romano que busca el retorno de la república romana se enemista con el futuro emperador Calígula (Jay Robinson) por la compra en subasta pública de un esclavo griego, Demetrio (Victor Mature), que instantes antes había intentado escaparse. Marcelo y Calígula son además rivales por el amor de la bella Diana (Jean Simmons), que termina decantándose por Marcelo. Calígula, enojado por sendas acciones protagonizadas por Marcelo, logra por intercesión de su tío el emperador Tiberio (Ernest Thesiger) que el tribuno sea transferido a la guarnición de Jerusalén, en la provincia romana de Judea, uno de los peores destinos militares según desvela su padre poco después de regañarle porque sus peleas con Calígula minan su capacidad de maniobra política para volver a instaurar la república. 
Tras un viaje en galera romana en compañía de Demetrio el tribuno Marcelo llega a Jerusalén en el mismo Domingo de Ramos de la tradición cristiana. Demetrio observa a Jesús de Nazaret entrando por una de las puertas de la ciudad y cuando le devuelve la mirada le cambia por dentro. Marcelo es ajeno a esta transformación de su esclavo que trata de hacer el paso por la guarnición más llevadero bebiendo vino y divirtiéndose con sus compañeros de armas. Poco después es ordenado por el gobernador Poncio Pilato (Richard Boone) que supervise la crucifixión de Jesucristo previo a su viaje a la corte del emperador en Capri. 
La crucifixión de Jesucristo es vivido con gran tormento por un Demetrio ya convertido mientras Marcelo lo pasa bebiendo y jugando a los dados con los soldados. Uno de los centuriones, Paulo (Jeff Morrow), ebrio se burla de Jesús crucificado y apuesta con Marcelo la túnica de Cristo que es ganada por tribuno. Al mismo tiempo, se desata una tormenta eléctrica que acelera la ejecución de Cristo y otros dos crucificados por orden de Marcelo. En ese momento es testigo de las últimas palabras de Jesús y parte de su sangre le mancha la mano cuando su corazón es atravesado por una lanza. De vuelta a la ciudad Marcelo le ordena a Demetrio le cubra con la túnica ganada de Cristo para no mojarse una vez empieza a llover. Demetrio reticente no lo hace y el propio Marcelo le arranca la túnica de los brazos y se la pone encima. Inmediatamente, Marcelo siente una gran repulsión por la misma y la arroja al suelo, momento aprovechado por Demetrio para recogerla y escapar al tiempo que grita su deseo de libertad a su antiguo amo.
Una vez en Capri Marcelo atormentado por los remordimientos, que él interpreta como una enfermedad, cuenta ante el emperador toda la historia relacionada con Jesús de Nazaret. Tiberio le ordena volver a Judea para recuperar la túnica y destruirla e informar sobre los movimientos de los primitivos cristianos por la provincia que interpreta como una amenaza al poder de Roma. Marcelo promete cumplir la misión creyendo que así recuperará la cordura y podrá finalmente casarse con Diana, que intercede por Marcelo todo el tiempo ante Tiberio. 
De vuelta a Judea Marcelo logra dar con Demetrio en Canaán que conserva la túnica y es acompañante de Pedro, uno de los doce apóstoles originales. A pesar de que lo intenta, Marcelo no es capaz de destruir la túnica y admite que son los remordimientos por comandar el destacamento que ejecutó a Jesucristo las razones del trastorno en su cabeza. Confesando su culpa, Marcelo se libera del tormento e inicia la conversión al cristianismo que es culminada cuando defiende a los cananeos junto con Pedro de un ataque de legionarios comandado por el centurión Paulo. 
Pasa el tiempo y el imperio ahora es regido por Calígula. En su busca de Marcelo al que considera un traidor ha logrado atrapar a Demetrio que había llegado hasta Roma viajando con Pedro y Marcelo. Calígula tortura al griego delante de Diana que, horrorizada del acto y con la esperanza de encontrar a Marcelo, huye del palacio imperial. Con ayuda de un esclavo converso de su propiedad logra dar con el escondite de los cristianos donde se encuentra Marcelo. Con las noticias que le trae Diana organiza un plan de rescate de Demetrio malherido que tiene éxito. Tras ser testigos de un milagro ejecutado por Pedro con la cura de Demetrio al borde de la muerte Diana termina comprendiendo a Marcelo. Para evitar ser apresados por la guardia pretoriana Marcelo y Demetrio huyen de Roma en un carro. Sin embargo, viéndose perseguidos por soldados a caballo, Marcelo se detiene en un puente entorpeciendo el paso mientras el carro con Demetrio escapa finalmente del poder de Roma. 
Por orden del emperador, Marcelo es sometido a un juicio público liderado por el mismo Calígula. Este último es incapaz de demostrar traición de Marcelo pero ello no le impide condenarle a muerte. Por intercesión de Diana, por la que Calígula está aún atraído, accede a perdonarle la vida si confirma sus votos con el emperador y reniega de los cristianos. Marcelo se arrodilla ante el emperador y renueva juramento de lealtad a Calígula pero no reniega de su fe en Jesucristo. Por la lealtad a una convicción que Marcelo ha ganado desde su viaje a Jerusalén se gana definitivamente el respeto de su padre. Calígula, enloquecido, ordena la ejecución de la pareja cuando Diana se pone al lado de Marcelo por amor. Ambos se dirigen al campo de ejecución y al martirio por su fe.

## Reparto
- Richard Burton como Marcelo Gallio
- Jean Simmons como Diana
- Victor Mature como Demetrio
- Michael Rennie como Pedro
- Jay Robinson como Caligula
- Dean Jagger como Justo
- Torin Thatcher como Senador Gallio
- Richard Boone como Poncio Pilato
- Betta St. John como Miriam
- Jeff Morrow como Pablo
- Ernest Thesiger como Tiberio
- Dawn Addams como Junia
- Leon Askin como Abidor
- Michael Ansara como Judas Iscariote
- Helen Beverley como Rebeca
- Rosalind Ivan como Emperatriz Julia
- Donald C. Klune como Jesús de Nazaret
- Cameron Mitchell como la voz de Jesús
- Harry Shearer como David

## Producción
Fue la primera película estrenada en Cinemascope, aunque no la primera rodada en este formato. La primera rodada, aunque estrenada después, fue Cómo casarse con un millonario.
La banda sonora, compuesta por Alfred Newman, fue ejecutada por la Orquesta Sinfónica de Hollywood (Varese Sarabande VSD 5295).

## Premios

### Óscar 1954
| Categoría                         | Persona                                               | Resultado |
| --------------------------------- | ----------------------------------------------------- | --------- |
| Mejor película                    | Mejor película                                        | Candidata |
| Mejor actor                       | Richard Burton                                        | Candidato |
| Mejor fotografía (color)          | Leon Shamroy                                          | Candidato |
| Mejor dirección artística (color) | Lyle Wheeler, George Davis, Walter M. Scott, Paul Fox | Ganadores |
| Mejor diseño de vestuario (color) | Charles LeMaire, George Davis, Emile Santiago         | Ganadores |